# Вплив пандемії COVID-19 на відеоігрову індустрію
Пандемія коронавірусної хвороби 2019 суттєво вплинула на індустрію відеоігор різним чином, найбільше у зв'язку із обмеженням транспортного сполучення з Китаєм та іншими значно ураженими хворобою країнами, а також через затримки роботи на підприємствах у Китаї.

## Огляд
На відміну від багатьох інших галузей економіки, які серйозно постраждали від пандемії, індустрія відеоігор виявилася більш стійкою до впливу пандемії. Більшість розробників, видавців і операторів відеоігор змогли підтримувати роботу разом із співробітниками, які віддалено працювали над розробкою ігор і випуском цифрових версій ігор, хоча виникали деякі проблеми з продуктивністю роботи. Оскільки багато людей у всьому світі перебували під час пандемії удома та не могли працювати, то під час пандемії зафіксовано рекордну кількість гравців онлайн-ігор, які стали популярними завдяки запровадженню згідно рекомендацій Всесвітньої організації охорони здоров'я соціального дистанціювання для громадських заходів, яке допомогло збільшити доходи багатьох компаній в ігровій індустрії.
Проте спостерігалися негативні наслідки для галузі, зокрема були скасовані кілька основних торговельних заходів у галузі відеоігор, у тому числі E3 2020, у зв'язку з імовірністю подальшого поширення інфекції, що могло вплинути на відносини між розробниками з меншим об'ємом продукції та видавцями. Це особливо вплинуло на незалежних розробників, які зазвичай використовують ці заходи для особистих зустрічей із потенційними партнерами, щоб отримати фінансування та підтримку публікацій, і призвело до того, що вони були змушені відкладати або скасовувати свої проєкти. Багатьом кіберспортивним лігам довелося змінити плани своїх ігор, та перейти від живих подій до гри онлайн, або взагалі скасувати ігри. Частини сектора, які мають справу з фізичними продуктами, зокрема роздрібні магазини та виробники гральних консолів та іншого відеоігрового обладнання, а також ті, що залежать від особистої діяльності, наприклад забезпечення якості шляхом тестування ігор, оцінку рейтингів і маркетинг, також відчув вплив на необхідність залишатися вдома.
Оскільки Китай став джерелом пандемії, то очікувалося, що це вплине на ланцюжки поставок електроніки, наслідком чого стане обмеження доступності обладнання після початку поширення хвороби. Однак це не вплинуло на плани компаній «Microsoft» і «Sony» випустити Xbox Series X і PlayStation 5 згідно плану восени 2020 року.

## Скасовані або перенесені події в індустрії відеоігор
Велика кількість заходів і виставок, пов'язаних з відеоігровою індустрією, були скасовані або перенесені у зв'язку із заборону масових зібрань під час пандемії. На початку березня Асоціація розважального програмного забезпечення скасувала E3 2020. 11 березня 2020 року Асоціація розважального програмного забезпечення підтвердила, що вона скасували фізичну подію, оскільки хотіла організувати віртуальні презентації від виробників, але до квітня 2020 року асоціація вирішила, що матеріально-технічне забезпечення організації віртуальної події було занадто складним у зв'язку зі збоями внаслідок пандемії, і скасували захід у 2020 році, плануючи повернутися у 2021 році. Асоціація запропонувало веб-сайт E3, щоб допомогти партнерам додавати оголошення про нові продукти замість скасування E3. На заміну цій рекламній події було організовано додаткові заходи, зокрема, Джефф Кейлі влаштував чотиримісячний «Summer Game Fest» за участю кількох розробників ігор, видавців та інших діячів галузі, щоб зробити оголошення та демонстрації ігор з травня по серпень 2020 року.
Інші скасовані або перенесені заходи:
- «Vancouver Retro Gaming Expo» 2020 у Нью-Вестмінстері було відкладено до 25 червня 2022 року.
- «Taipei Game Show», заплановане на 6–9 лютого 2020 року, було відкладено до 25–28 червня 2020 року[12][13], але було скасовано в березні 2020 року у зв'язку із швидким поширенням пандемії.[14]
- Mobile World Congress, який мав відбутися в Барселоні у березні 2020 року, було скасовано, оскільки кілька китайських постачальників були змушені скасувати свої плани.[15]
- Низка постачальників відкликали або скоротили плани свого представлення на PAX East у Бостоні наприкінці лютого 2020 року, зокрема Sony Interactive Entertainment, Square Enix, Electronic Arts, Capcom, CD Projekt і PUBG Corporation.[16][17][18][19]
- Кілька компаній відмовилися від участі в Game Developers Conference (GDC) у Сан-Франциско в березні 2020 року, що змусило організаторів перенести подію на пізніший період року.[20][21] Проте організатори заходу розробили схему для запуску GDC як віртуальної конференції за подібним розкладом протягом тих самих днів, використовуючи потокові служби з підмножиною запланованих подій, які представлені через потокове передавання медіа та були доступний онлайн за тиждень. Це включало нагороди «Game Developers Choice Awards» і презентації «Independent Games Festival».[22]
- 16-та церемонія вручення премії БАФТА у відеоіграх, яка зазвичай проводилася на церемонії в Лондоні, була проведена трансляцією в прямому ефірі у зв'язку з побоюванням щодо поширення інфекції.[23]
- Щорічна міжнародна виставка відеоігор Gamescom, який мала відбутися в німецькому місті Кельні була вимушено скасована, оскільки Німеччина заборонила публічні заходи до серпня 2020 року після скасування початкового локдауну, але організатори перенесли частину заходу в Інтернет-подію. «Gamescom Asia», який мав відбутися в Сінгапурі, був перенесена на 2021 рік.[24][25][26]
- «TennoCon 2020» було скасовано.[27]
- Паризький тиждень ігор, запланований на 23–27 жовтня 2020 року, було скасовано.[28]
- Tokyo Game Show, яке мало відбутися 24–27 вересня 2020 року, скасували, але замість нього відбулися онлайн-заходи.[29]
- EGX 2020, запланована на 17–20 вересня 2020 року, була скасована, хоча онлайн-події відбулися 12–20 вересня 2020 року.[30]
- Insomnia66, яка мала відбутися 10-13 квітня 2020 року в Національному виставковому центрі в Бірмінгемі, була скасована у березні 2020 року.[31]
- COMPUTEX Taipei 2020, запланована на 2–6 червня 2020 року, спочатку була перенесена на 28–30 вересня 2020 року[32], але скасована у червні 2020 року.[33]
- BlizzCon 2020 було скасовано.[34]
- «Brasil Game Show 2020», яке планувалося на 8–12 жовтня 2020 року, було скасовано.[35]
- South by Southwest, який мав відбутися в столиці штату Техас Остіні[36], було скасовано, хоча «SXSW Gaming Awards» було вручено завдяки онлайн-події в березні 2020 року.[37]
- «Emerald City Comic Con», запланований на березень у Сіетлі, був скасований.[38]
- «TwitchCon Europe» і «TwitchCon US» були скасовані.[39][40]
- «MineCon» скасовано.[41]
- 25-й захід QuakeCon, запланований на серпень 2020 року в Далласі, було скасовано.[42]
- «San Diego Comic-Con», запланований на липень 2020 року, було скасовано.[43]
- 17-й щорічний з'їзд додзінсі Touhou Project (Рейтайсай), спочатку запланований на 22 березня 2020 року в Токіо, був відкладений до 17 травня[44], а потім скасований 12 квітня через 5 днів після першого оголошення японським урядом надзвичайного стану.[45]
- «Комікет 98», з'їзд додзінсі, що проходив у Японії, було скасовано.[46]
- «2020 Gaming Community Expo», яка була запланована на червень 2020 року в Орландо, було скасовано. Захід перенесли в мережу як благодійний марафон.
- PAX West 2020, спочатку запланований на 4–7 вересня 2020 року, і «PAX Australia 2020», спочатку запланований на 9–11 жовтня 2020 року, спільно з EGX провели «PAX Online x EGX Digital», який відбувся 12–20 вересня 2020 року.[47]
- Японську виставку розваг 2021 (JAEPO) було скасовано 1 жовтня 2020 року.[48]

## Кіберспорт
Більшість кіберспортивних подій базуються на онлайн-іграх, але зазвичай вони проводяться на місцевих аренах, щоб зменшити затримку мережі між гравцями, а також забезпечити аудиторію. Пандемія призвела до того, що багато з цих подій було або скасовано, або переведено на повністю онлайн-формат у 2020 році:
- Професійна ліга ESLE, 11-ий сезон, турнір з Counter-Strike: Global Offensive спочатку мав бути офлайн-подією, а фінал мав відбутися в Денвері. Однак у зв'язку з пандемією ESL повідомила, що і регулярний сезон, і фінал будуть розділені на два регіони: Європу та Північну Америку. Регулярний сезон і фінал проходили повністю онлайн.[49]
- Змагання з неритмічних ігор дев'ятого сезону Konami Arcade Championships (KAC), які мали відбутися 22-24 лютого 2020 року в e-sports «GINZA Studio», були перенесені на невизначений термін. Це не вплинуло на змагання в рамках «Bemani rhythm games» від «Konami», оскільки вони проходили на початку цього місяця на «Japan Amusement Expo».[50] 16 грудня 2020 року «Konami» повідомила, що десятий сезон у 2021 році обмежить участь лише японських гравців, а не лише гравців з усього світу, які традиційно брали в ньому участь з 2012 року (зокрема з Південної Кореї, Азії та США), в результаті обмеження на поїздки, встановлені японським урядом; крім того, фінали, які мали відбутися 6 і 7 березня 2021 року, проходили б у «GINZA Studio» без глядачів.[51] 7 січня 2021 року «Konami» продовжила відбірковий період для 10-го турніру на невизначений термін, а фінали були перенесені. 8 лютого 2021 року «Konami» повідомила про скасування 9-го турніру.[52] 22 березня 2021 року, за день після скасування надзвичайного стану[53], було повідомлено, що відбіркові раунди завершаться 20 квітня.[54]
- 闘神祭2020 (Tōshinsai), турнір із крос-аркадних ігор, що проводився в Японії та спільно організований NTT-esports і «Taito», скасований.[55] Фінали, спочатку заплановані на 16-17 травня, були перенесені на 8-9 серпня.[56]
- Ліга «Overwatch», у своєму сезоні 2020 року та третьому загалом, планувала запровадити підхід до ігри вдома та виїзд, подібний до професійних видів спорту, з командами, які їздять по всьому світу на різні змагання. У зв'язку з пандемією до планів ліги довелося внести численні зміни, які включали перехід на онлайн-матчі, переробку розподілу команд у дивізіонах, оскільки деякі команди були змушені призупинити діяльність, скасування певних заходів у середині сезону та інші скорочення у запланованому розкладі ігор.[57][58][59][60] Протягом сезону 2021 року китайські команди та «Dallas Fuel» мали обмежену можливість відвідування домашніх матчів.[61][62] Щоб зменшити затримку під час міжрегіональних турнірів, команди із Західного дивізіону (Північна Америка та Європа) вирушили до Гавайського університету в Маноа, оскільки вони могли підключитися до ігрового сервера в Токіо через підводний кабель.[63] Плей-офф і фінал були спочатку заплановані як події в прямому ефірі в Лос-Анджелесі та Арлінгтоні відповідно, але їх було скасовано та замінено на такий самий дистанційний формат, що й раніше, через занепокоєння щодо COVID-19 і варіанту Дельта зокрема.[64][65]
- Турніри League of Legends «Rift Rivals» і «Mid-Season Invitational» були скасовані, а останній був замінений на «2020 Mid-Season Streamathon»[66][67], тоді як чемпіонат світу 2020 року з «League of Legends» проходив виключно в Шанхаї з використанням «бульбашки безпеки» щодо навколишнього середовища.[68] Крім того, більшість регіональних ліг, включаючи «League of Legends Championship Series» і «League of Legends European Championship», або проходили без глядачів, або перейшли в онлайн-формат.[69][70] У зв'язку з національними обмеженнями на поїздки кіберспортивні команди «Vietnam Championship Series» не змогли взяти участь у чемпіонаті світу 2020 року[71] і «2021 Mid-Season Invitational».[72]
- 16 березня 2020 року Національна асоціація університетського кіберспорту (NACE) була змушена призупинити ігри до 13 квітня 2020 року.[73]
- Чемпіонат світу з покемонів у 2020 році був скасований компанією «Pokémon Company», включаючи північноамериканські (заплановані на 26–28 червня) та всесвітні (заплановані на 14–16 серпня) події.[74]
- Світовий тур «Nürburgring World Tour 2020», подія сезону 2020 року сертифікованого «FIA Gran Turismo Championships», була скасована після того, як автоперегони 24 години Нюрбургрингу 2020 року організатори перенесли на вересень.[75] Оскільки онлайн-сезон розпочався 17 березня, було прийнято рішення змінити форму етапу, який планувалося завершити 18 квітня, на «виставковий етап» і відновити сезон 25 квітня.[76] У тизерному трейлері відновленого сезону було зазначено, що подальші події у прямому ефірі проводитись не будуть, оскільки було проведено лише одну подію в прямому ефірі в Сіднеї.[77] З цього випливає, що регіональні та світові фінали серії проводилися як події онлайн.[78]
- Чемпіонат світу Rocket League в прямому ефірі 9-го сезону, запланований на 24 квітня 2020 року в Далласі, був перенесений на невизначений термін.[79]
- Чемпіонат світу з Fortnite 2020 року був скасований.[80]
- Міжнародний турнір з Dota 2 2020 року, який мав відбутися в Стокгольмі в серпні 2020 року, було відкладено на невизначений термін, а потім перенесено на наступний рік, і змінено назв"у на The International 2021".[81][82] Ця подія мала відбутися із запрошеними глядачами в Бухаресті в жовтні 2021 року, але внаслідок нових обмежень, пов'язаних з COVID-19 у місті, повідомлено, що натомість подія проводитиметься в закритому режимі на стадіоні лише з необхідним персоналом.[83]
- Виставку «Evo 2020», яка мала відбутися в Лас-Вегасі наприкінці липня 2020 року, скасували. Онлайн-події були заплановані до того, як весь турнір було скасовано через звинувачення його співзасновника в сексуальному насильстві.[84][85][86] «Evo Online» відбувся у 2021 році, а оголошення про його проведення одночасно співпало з повідомленням з придбанням «Evo» компаніями «Sony Interactive Entertainment» і «Endeavour».[87][88] Пізніше було повідомлено, що найкращі гравці «Evo Online» змагатимуться в особистому заході «Evo Showcase» на «UFC Apex» у Лас-Вегасі (який належить дочірній компанії «Endeavour» «Абсолютний бійцівський чемпіонат») у листопаді.[89] Однак 29 вересня 2021 року компанія «Evo» повідомила, що «Evo Showcase» скасовано у зв'язку з побоюваннями, пов'язаними з COVID-19 (включно з варіантом «Дельта»).[90]
- «Mobile Legends: Bang Bang Southeast Asia Cup (MSC)» 2020 року, який мав відбутися на Філіппінах 12–14 червня 2020 року, було скасовано.[91]
- Чемпіонат світу з футболу «Arena of Valor» 2020 року, який мав відбутися у В'єтнамі, було скасовано.[92]
- Кубок чемпіонів Free Fire 2020 року, який мав відбутися в Індонезії в квітні 2020 року[93]; і «Free Fire Worlds Series 2021», які мали відбутися в Мексиці, були скасовані.[94]
- Азійсько-Тихоокеанська «Acer Predator» 2020 була перенесена на весну 2021. Усі команди — учасниці кваліфікації під час події — мали брати участь у фіналі 2021 року.[95]
- Чемпіонат світу «Teppen World Championship 2020» проходив повністю онлайн.[96] Офлайн-турніри, призначені для відбору гравців до фіналу, були скасовані внаслідок пандемії.[97]

Хоча багато традиційних фізичних спортивних ігор, сезонів і плей-оф були скасовані внаслідок пандемії, ліги-організатори звернулися до еквівалентів у відеоіграх як альтернативної розваги, використовуючи в іграх професійних спортсменів зі своїх ліг. Низка прикладів цього включали:
- 22 березня 2020 року NASCAR запустив серію ігор «eNASCAR iRacing Pro», у якій беруть участь пілоти NASCAR, які змагаються за допомогою гри iRacing. Серія IndyCar також запустила власну серію «IndyCar iRacing Challenge».[98][99]
- Major League Baseball співпрацювала з Sony, щоб створити коротку лігу для 30 професійних гравців, які грають у «MLB: The Show».[100]
- Турнір «Pro Bowl» Національної футбольної ліги 2021 року, який мав відбутися в січні 2021 року, був скасований через COVID-19, а НФЛ вирішила провести віртуальну гру в «Madden NFL 21», щоб відзначити гравців, обраних фанатами.[101]

Телевізійні мережі, які зазвичай показували вищеперераховані скасовані спортивні події, під час пандемії звернулися до цих замінних спортивних програм, а також до інших кіберспортивних турнірів. 14 червня 2020 року BBC повідомило, що близько 22 мільйонів глядачів спортивних змагань розпочали дивитися до віртуальних перегонів після введення карантину. Питання щодо майбутнього кіберспорту виникли з поверненням перегонів Формули-1 у липні 2020 року.

## Виробництво обладнання
- Виробництво Nintendo Switch у В'єтнамі було скорочено у зв'язку зі скороченням поставок компонентів з Китаю внаслідок карантину.[104] У результаті поставки «Switch» в Японію були значно скорочені. У своєму щорічному звіті, опублікованому в травні 2020 року, компанія «Nintendo» висловила думку, що виробництво відновиться на нормальному рівні протягом кількох місяців.[105] Крім того, «Nintendo of America» закрила свій ремонтний центр для запобігання поширення інфекції. Штаб-квартира компанії в Редмонді у штаті Вашингтон, і флагманський магазин у Нью-Йорку також були закриті.[106]
- Компанія Valve повідомила, що виробництво гарнітури віртуальної реальності «Valve Index» було скорочено внаслідок пандемії, і до випуску «Half-Life: Alyx» планується менше постачання, ніж планувалося.[107]
- Компанія «Konami» у березні 2020 року відклала випуск консолі «TurboGrafx-16 Mini» через проблеми з виробничим ланцюгом у Китаї внаслідок пандемії.[108]
- Компанія «Atari» відклала випуск мікроконсолі «Atari VCS», яка спочатку мала вийти в березні 2020 року, внаслідок пандемії.[109]
- За словами Філа Спенсера, станом на квітень 2020 року Microsoft не передбачала жодних затримок із запланованим випуском консолі Xbox Series X. Він щоправда повідомив, що внаслідок пандемії частина ігор, які очікуються найближчим часом, можуть бути відкладені.[110]

## Продажі
Загалом продажі відеоігор зросли внаслідок заборони покидати помешкання та карантину внаслідок пандемії, оскільки люди почали використовувати відеоігри як розвагу. Дослідницька компанія NPD Group повідомила, що продажі відеоігор у Північній Америці в березні 2020 року зросли на 34 % порівняно з березнем 2019 року, а продажа обладнання для відеоігор зросла на 63 %, що включало більш ніж удвічі більше одиниць консолі Nintendo Switch. За даними NPD, чисті витрати в першому кварталі 2020 року в США досягли 10,9 мільярда доларів, що на 9 % більше, ніж у 2020 році. Збільшення на той момент, близького до запланованого завершення випуску восьмого покоління ігрових консолей, було незвичайним і пояснювалося пандемією. Станом на липень 2020 року «NPD Group» повідомила, що загальний обсяг продажів обладнання та програмного забезпечення для відеоігор у Сполучених Штатах за перші шість місяців 2020 року досяг 6,6 мільярда доларів США, що є найвищим показником з 2010 року.
Кілька конкретних прикладів продажів ігрового програмного забезпечення та обладнання, які постраждали від пандемії, включають:
- У 2020 році значно зросли продажі гри Plague Inc. від «Ndemic Creations» через пандемію. Гра тимчасово стала найбільш продаваною програмою в кількох регіональних магазинах обладнання, випередивши багаторічний бестселер Minecraft.[114] Низка аналітиків вважали, що ті, хто стурбований пандемією, використовували гру, щоб побачити, як вона може поширюватися, як засіб заспокоїти їх страхи. Хоча гра базувалася на наукових моделях розповсюдження інфекційних захворювань, «Ndemic» мала нагадати гравцям, що гра не повинна розглядатися як точна модель передачі та поширення хвороби, і направляла зацікавлених до Центрів з контролю та профілактики захворювань та сайтів інших національних та міжнародних організацій охорони здоров'я.[115][116] Пізніше «Ndemic» додала новий ігровий режим до Plague Inc, щоб спробувати зупинити поточну пандемію за допомогою різних можливих варіантів, використовуючи роботу, розроблену спільно з ВООЗ та Глобальною мережею оповіщення та реагування на спалахи захворювань.[117] Компанія також пожертвувала 250 тисяч доларів США Коаліції інновацій у сфері готовності до епідемій та Фонду солідарного реагування ВООЗ на COVID-19, щоб допомогти в боротьбі з пандемією, і закликала гравців зробити те саме.[118]
- На початку 2020 року збільшились продажі цифрової адаптації гри «Pandemic» від «Asmodee».[114]
- І «Doom Eternal», і «Animal Crossing: New Horizons», головні ігри класу AAA, випущені в березні 2020 року, перевершили очікування індустрії, причому у Великій Британії «Animal Crossing» за перший тиждень було продано більше, ніж усі попередні випуски франшизи разом узяті в країні.[119][111]
- Унаслідок карантину в Китаї користувалася великим попитом «Ring Fit Adventure», яка передбачала фізичну активність. Продажі призвели до дефіциту та підвищення цін на гру в Східній Азії та сусідніх регіонах.[120] Подібний дефіцит гри збільшився, оскільки протягом березня 2020 року карантин і заборона виходити з дому були запроваджені в багатьох країнах Європи та Північної Америки.[121]
- У поєднанні зі зниженням виробництва апаратного забезпечення «Nintendo Switch» став популярним товаром під час пандемії, оскільки надавав можливості для розваг для будь-якого віку, особливо з грою «Animal Crossing: New Horizons». Компанія «Nintendo» працювала над тим, щоб постачати якомога більше одиниць товару у всьому світі на більшість ринків, що призвело до того, що деякі торгові посередники використовували ботів для скальпінгу.[122] Високі продажі «Switch» допомогли компенсувати низькі продажі іншого консольного обладнання в США, і підвищити доходи для сектора.[112]
- Популярність гри «Among Us» через Twitch зросла після того, як стример Sodapoppin популяризував її через платформу наприкінці липня 2020 року.[123][124]
- «Minecraft: Dungeons» очолила рейтинг «Animal Crossing» в «eShop» у Північній Америці, після того, як компанія випустили свої нові пакети DLC: «Jungle Awakens» і «Creeping Winter». Компанія також анонсувала кросплатформні функції.[125]

## Випуск апаратного та програмного забезпечення
- Портативна консоль «Evercade», яка спочатку мала вийти 22 травня 2020 року, була випущена між 22 травня і 5 червня 2020 року.[126]
- Приблизно третина розробників, опитаних у 2020 році, заявили, що COVID-19 спричинив затримку виходу ігор, над якими вони працювали, до чого призвело поєднання пандемії та умов віддаленої роботи.[127] У наступному дослідженні до початку 2021 року цей показник зріс до 44 %.[128] Серед деяких ігор, які вийшли пізніше:
  - «The Outer Worlds» для Nintendo Switch з 6 березня до 5 червня 2020 року.[129]
  - «Someday You'll Return» з 14 квітня до 5 травня 2020 року.[130]
  - «Hellpoint» з 16 квітня по 30 липня 2020.[131][132]
  - «Yumeutsutsu Re: Master» і «Yumeutsutsu Re: After» для PlayStation Vita з 23 квітня по 23 липня 2020 року.[133] Випуск версій для PlayStation 4 ніколи не відкладався[134][135], незважаючи на підтвердження цього факту.[136]
  - «Minecraft Dungeons» з квітня по 26 травня 2020 року.[137]
  - «Trackmania» з 5 травня по 1 липня 2020.[138]
  - «Marvel's Iron Man VR» з 15 травня по 3 липня 2020 року.[139][140]
  - «The Wonderful 101: Remastered» фізичне видання з 19 травня по 30 червня в Північній Америці та з 22 травня по 3 липня 2020 року в Європі.[141][142]
  - «Sword Art Online: Alicization Lycoris» з 21 травня по 9 липня в Японії та з 22 травня по 10 липня 2020 року в Північній Америці.[143]
  - «Is It Wrong to Try to Pick Up Girls in a Dungeon? Infinite Combat» з початку 2020 року до 7 серпня 2020 року в Європі та 11 серпня 2020 року в Північній Америці.[144][145]
  - «Ninjala» з 27 травня по 24 червня 2020.[146]
  - Виправлення 5.3 для «Final Fantasy XIV» з 16 червня по 11 серпня 2020 року[147], а також четверте доповнення до гри «Endwalker» з 3 кварталу 2021 року по 7 грудня 2021 року.[148]
  - «Fairy Tail» з 25 червня по 30 липня в Японії та Європі та 31 липня 2020 року в Північній Америці.[149][150]
  - «E-School Life» для «Nintendo Switch» і PS4 з 25 червня по 30 липня 2020 року в Японії.[151]
  - «Fast & Furious Crossroads» з травня по 7 серпня 2020.[152][153]
  - «Kiss Trilogy» для PS4 і «Nintendo Switch» з 25 червня по 27 серпня 2020 року в Японії.[154]
  - «Kingdom Hearts: Dark Road» з початку 2020 року до 22 червня 2020 року.[155][156]
  - «No Straight Roads» з 30 червня по 25 серпня 2020 року.[157][158]
  - «Ary and the Secret of Seasons» з 28 липня 2020 року по 1 вересня 2020 року.[159]
  - «Death Stranding» для ПК з 2 червня по 14 липня 2020 року.[160]
  - «Wasteland 3» з 19 травня по 28 серпня 2020.[161]
  - «The Last of Us Part II» з 29 травня по 19 червня 2020 року.[139][162]
  - «Ghost of Tsushima» з 26 червня по 17 липня 2020.[163][162]
  - «Monster Hunter World: Iceborne»: Оновлення титрів 4 з травня 2020 року по 9 липня 2020 року.[164][165]
  - «Little Witch Academia: VR Broom Racing» з червня 2020 року до кінця 2020 року для Oculus Quest і початку 2021 року для PlayStation VR, Oculus Rift і SteamVR.[166]
  - «Rock of Ages III: Make & Break» з 2 червня по 21 липня 2020 року.[167]
  - «Star Wars Episode I: Racer» переробка для Nintendo Switch і PS4 з 12 травня по 23 червня 2020 року.[168][169]
  - «Phogs!» з червня 2020 по 3 грудня 2020.[170][171]
  - «The Dark Pictures Anthology: Little Hope» з середини 2020 року до 30 жовтня 2020 року.[172][173]
  - «Mafia: Definitive Edition» з 28 серпня по 25 вересня 2020 року.[174]
  - "Stronghold: Warlord"s з 29 вересня 2020 року по 26 січня 2021 року.[175]
  - «Blue Fire» для PS4, Xbox One і ПК із середини 2020 року до першого кварталу 2021 року.[176]
  - «Kerbal Space Program 2» з початку 2020/Q3 2021, а потім до 2022 і, нарешті, до початку 2023.[177]
  - «Guilty Gear Strive» з кінця 2020 року до 11 червня 2021 року. Випуск аркадної версії в Японії відкладено на невизначений термін.[178][179]
  - Основне оновлення «Warframe» під назвою «Duviri Paradox» з 2020 по 2021 рік.[180]
  - «Halo Infinite» з 2020 по 8 грудня 2021.[181]
  - «Deathloop» з 2020 по 14 вересня 2021.[182]
  - «The Stanley Parable: Ultra Deluxe» з 2020 року по 27 квітня 2022 року.[183][184]
  - «Sky: Children of the Light» для Nintendo Switch з 2020 року по 29 червня 2021 року.[185]
  - «No More Heroes III» з 2020 по 27 серпня 2021.[186]
  - «Kena: Bridge of Spirits» з 2020 по 21 вересня 2021.[187]
  - «Outriders» з кінця 2020 року до 1 квітня 2021 року.[188]
  - «The Medium» з 10 грудня 2020 року по 28 січня 2021 року.[189]
  - «Harvest Moon: One World» з 2020 року по 2 березня 2021 року в Північній Америці та 5 березня 2021 року в Європі.[190]
  - «The Idolmaster: Starlit Season» з 2020 по 2021 рік.[191]
  - «Digimon Survive» з 2020 по 2021 рік і, нарешті, до 28 липня 2022 року для Японії та днем пізніше для решти світу.[192][193]
  - «Seven Knights: Time Wanderer» з червня 2020[194] по 5 листопада 2020.[195]
  - Фізична версія «Monstrum» з 22 травня 2020[196] по 23 жовтня 2020.[197]
  - Патч «Dragon Marked for Death» версії 3.0 для Nintendo Switch з 21 квітня 2020[198] по 23 квітня 2020.[199]
  - «Сьогоднішнє меню для родини Емія» з травня 2020[200] по 28 квітня 2021.[201]
  - «CrossfireX» з 2020 по 10 лютого 2022.[202]
  - «Cuphead: The Delicious Last Course DLC» з 2020 року[203] по 30 червня 2022.[204]
  - «Rainbow Six Extraction» з 2020 року[205] по 20 січня 2022.[206] Крім того, оригінальну назву «Rainbow Six Quarantine» було змінено, щоб уникнути асоціації з пандемією.[207]
  - «Gran Turismo 7» з 2021 року по 4 березня 2022.[208]
  - «Tales of Arise» з 2020 по 10 вересня 2021.[209][210]
  - «The King of Fighters XV» з 2021 року по 17 лютого 2022.[211]
  - «God of War: Ragnarök» з 2021 року по 9 листопада 2022.[212]
  - «Ghostwire: Tokyo» з 3 кварталу 2021 року по 25 березня 2022 року.[213]
- «Just Cause: Mobile» з 2021 по 2022.[214]
  - «Far Cry 6» з 18 лютого 2021[215] по 7 жовтня 2021.[216]
  - «Life Is Strange: Remastered Collection» з 10 вересня 2021 року по 1 лютого 2022 року.[217]
  - «Battlefield 2042» з 22 жовтня по 19 листопада 2021.[218]
- Деякі ігри також отримали ранні випуски в певних регіонах:
  - На «GameStop» у США Doom Eternal було випущено за день до дати випуску, щоб відокремити велику кількість бажаючих купити його від тих, хто купує «Animal Crossing: New Horizons» (оскільки обидві гри були офіційно випущені 20 березня).[219]
  - «AFL Evolution 2» було випущено 16 квітня 2020 року, за тиждень до початкової дати випуску. Щоб зменшити контакт між покупцями, фізичні копії гри спочатку продавалися лише через інтернет-магазини.[220]
  - «Final Fantasy VII Remake» був відправлений до Європи та Австралії раніше, щоб гравці, які живуть у країнах, які на той час стикалися з найбільшим впливом пандемії, могли грати в гру в день її запуску.[221]
  - Другий розділ «Deltarune», який спочатку планувалося випустити як частину повної гри (дата випуску якої ще не була оголошена станом на 21 березня 2022 року), була випущена безкоштовно 17 вересня 2021 року.
- Деякі ігри були скасовані:
  - «Deliver Us the Moon» для Nintendo Switch, вихід якого планувався на середину 2020 року.[222]
  - Режим вторгнення «Doom Eternal» було скасовано на користь режиму орди для одного гравця.[223]
- «Minecraft Earth», яка була випущена як ранній доступ у жовтні 2019 року, закрилася 30 червня 2021 року.[224]
- Відеокарти серії GeForce 30 від «Nvidia» були розпродані одразу після випуску, головним чином через зростання споживчого попиту на комп'ютерне обладнання під час пандемії, а також через відсутність належного захисту від скальперів.[225]

Видавці та розробники ігор висловлювало занепокоєння, що подальше розширення карантинних обмежень щодо контролю за транспортним сполученням під час пандемії може призвести до додаткових затримок доставки продукції. Одним з головних факторів, який може спричинити затримки, є можливість записувати озвучування без доступу до студій на час запровадження соціального дистанціювання для всього населення, навіть незважаючи на те, що деякі учасники розглядають можливість працювати віддалено з місця проживання, щоб уникнути небезпечних ситуацій. Прикладом цього є ситуація із західним випуском «Persona 5 Strikers», озвучування якої англійською мовою мало розпочатися в квітні 2020 року, але було відкладене через пандемію. Пізніше актори отримали аудіотехніку від «Atlus», щоб вони могли працювати вдома.

## Послуги
Оскільки внаслідок пандемії значна частина населення світу перебувала на карантині, перегляд відеоігор та іншого використання Інтернету значно зросли. Протягом березня 2020 року в Steam було понад 23 мільйони одночасних гравців, що перевищило всі попередні рекорди, а за перший квартал 2020 року на Twitch було переглянуто понад 3 мільярди годин контенту, що на 20 % більше, ніж у попередньому році. Корпорація «Microsoft» повідомила про значне збільшення кількості користувачів свого сервісу Xbox Game Pass у березні та квітні 2020 року, яка перевищила 10 мільйонів передплатників. У Європі була тимчасово вичерпана ємність GeForce Now, перш ніж надали додаткову потужність сервера.
Додаткове навантаження на пропускну здатність внаслідок підвищеного використання відеоігор та інших інтернет-сервісів викликала занепокоєння, що критична пропускна здатність буде недостатньою для медичних та інших ключових елементів інфраструктури, необхідних для сповільнення поширення коронавірусу. Щоб зменшити попит у години пік, мережа доставки контенту «Akamai» для багатьох відеоігор і великих цифрових сервісів, таких як «Xbox Live», «PlayStation Network», і «Steam» обмежили швидкості завантаження відеоігор, та заохочували користувачів завантажувати ігри в години непікового навантаження.
Під час карантину та локдауну компанія «Ubisoft» оголосила про оновлення для «Just Dance 2020» задля підтримки активності гравців: клієнти, які володіли грою, могли отримати доступ до служби «Just Dance Unlimited» протягом місяця. Компанія «Ubisoft» також оголосила на своєму офіційному форумі, що другу подію під назвою «Power Gala», яка була частиною другого сезону «Feel the Power» у «Just Dance 2020», було відкладено. Розробники пояснили, що компанія хотіла захистити своїх працівників від впливу пандемії, і що «хоч [їх] команда все ще наполегливо працює[ред], щоб наші сервери працювали якомога плавніше вдома», необхідно було відкласти запровадження новинок. Два треки з «Just Dance Unlimited» були зроблені безкоштовними, щоб компенсувати їх затримку.

## Роздрібна торгівля
- Мережа магазинів «GameStop» та її канадська дочірня компанія «EB Games» критикувалася за реакцію компанії на пандемію. Зокрема, компанія критикувалася, коли в березні 2020 року багато штатів США та провінцій Канади видали розпорядження про домашній карантин, за якими необхідно було закрити заклади, робота яких не є життєво необхідною, заявивши, що компанія є життєво необхідним підприємством, оскільки забезпечує «значну потребу в технологічних рішеннях». Пізніше мережа переглянула це рішення, закривши більшість закладів і залишивши відкритими лише вибрані магазини, щоб забезпечувати клієнтам швидку доставку замовлень онлайн або по телефону.[240][241][242][243]
- Компанія «CeX» 23 березня 2020 року закрила всі свої магазини у Великій Британії, та попросив філії в інших країнах зробити те саме.[244]
- Регіональний роздрібний продавець ігор «Game X Change», що базується в Арканзасі, був розкритикований за те, що його магазини залишаються відкритими в районах, де запроваджено домашній карантин.[245]

## Галузеві торговельні заклади
Японська організація з рейтингів ігор Computer Entertainment Rating Organization була змушена припинити роботу з початку квітня до 7 травня 2020 року, а після повторного відкриття запровадила відповідні карантинні заходи, внаслідок яких скорочено робочий день, що, як очікувалося, призведе до затримки випусків низки ігор у Японії, оскільки вони очікують рейтингу для роздрібного випуску.

## Підтримка індустрією заходів із боротьби з поширенням хвороби та наданням медичної допомоги
- Nintendo of America пожертвувала 9500 масок для обличчя з рейтингом N95 для служб невідкладного реагування штату Вашингтон у березні 2020 року після того, як підприємство компанії було закрито під час домашнього карантину на території штату.[248]
- 28 березня 2020 року компанія Twitch провела 12-годинну благодійну трансляцію, щоб зібрати гроші для Фонду солідарного реагування на COVID-19. У цьому потоці були представлені ігри, музика та спортивні знаменитості, які грають у такі ігри, як «Fortnite» та «Uno».[249]
- Кілька видавців ігор співпрацювали з ВООЗ, щоб підтримати її кампанію #PlayApartTogether, заохочуючи гравців продовжувати соціальну участь у відеоіграх через онлайн-ігри, а не фізично. Спочатку, після оголошення кампанії в березні 2020 року, до неї приєдналися 18 компаній, і щонайменше 40 інших приєдналися до початку квітня.[2][250][251]
- Благодійна подія зі спідрану «Games Done Quick» була змушена перенести свій запланований на червень 2020 року захід внаслідок пандемії, але організатори повідомили, що проведуть повністю онлайн-подію «Corona Relief Done Quick» із 17 по 19 квітня 2020 року, а кошти будуть передані до «Direct Relief».[252] Подія зібрала понад 400 тисяч доларів США.[253]
- З 31 березня по 7 квітня 2020 року інтернет-магазин (Humble Bundle) пропонував набір ігор та електронних книг «Подолай COVID-19». Усі виручені кошти передали «Direct Relief», Міжнародному комітету порятунку, Лікарям без кордонів і «Partners in Health».[254] Було продано понад 200 тисяч пакетів, та зібрано понад 6,5 мільйонів доларів США для благодійних організацій.[255]
- Асоціація інтерактивних розваг Великобританії співпрацювала з Департаментом цифрових технологій, культури, медіа та спорту Великої Британії для промоції урядової кампанії «Залишайся вдома, рятуй життя» у відеоіграх своїх учасників, які підтримували динамічний обмін повідомленнями, наприклад, на екранах меню в грі.[256]
- Колишній президент «Nintendo of America» Реджі Філз-Еме та журналіст відеоігор Гарольд Голдберг організували подкаст із 7 частин «Talking Games with Reggie and Harold», щоб зібрати благодійні кошти для «New York Video Game Critics Circle», щоб допомогти малозабезпеченим і незабезпеченим верствам населення, та обслуговував студентів у Нью-Йорку, які постраждали від пандемії.[257]
- Японська компанія «Idea Factory International» провела благодійний онлайн-аукціон офіційної ілюстрації гри «Hyperdimension Neptunia» художника серіалу «Цунако». Після завершення аукціону компанія пожертвувала зароблені з аукціону гроші на допомогу зусиллям ЮНІСЕФ США у боротьбі з коронавірусом.[258]
- Деякі розробники та видавці ігор пообіцяли пожертвувати дохід від покупок на допомогу боротьбі з COVID-19:
  - У квітні та травні 2020 року компанія «Rockstar Games» пожертвувала 5 % доходу, отриманого від внутрішньоігрових покупок у Grand Theft Auto Online та Red Dead Online. Її 9 студій у світі пожертвували місцевим благодійним організаціям, у тому числі City Harvest у Лондоні та Нью-Йорку, Центру залежностей і Фонду психічного здоров'я, Бостонському музею науки, Фонду Акшая Патра, Продовольчому банку Коннектикуту, Національній асоціації чорношкірих медсестер і Кодексу чорних дівчат.[259]
  - «iNK Stories» пожертвував 25 % доходу від продажу версії «Fire Escape» для Steam.[260]

## Популярні ігри під час пандемії
Через необхідність залишатися вдома, щоб уникнути зараження, багато геймерів кинулися в онлайн-ігри, щоб замінити соціальні взаємодії, яких вони б інакше втратили. Особливе зацікавлення викликала гра «Animal Crossing: New Horizons», оскільки люди в усьому світі почали використовувати гру для відтворення звичайних повсякденних дій і функцій соціальних мереж замість нормального життя, яке порушила пандемія. У цей час були особливо популярними «Fall Guys» і «Among Us», причому перша була випущена під час пандемії, а друга отримала сплеск популярності. Деякі неонлайн-ігри також тематично порівнювали з пандемією, зокрема «The Longing» і «Presentable Liberty». Microsoft Flight Simulator, вперше випущений у серпні 2020 року, також вважався популярним під час пандемії, оскільки багато хто вважав його безпечнішою альтернативою подорожам.

## Помітні смерті
- Джон Конвей, математик і творець гри «Гра Життя».[275]
- Рік Мей, актор озвучення; включно солдата в грі «Team Fortress 2».[276]